# Microspora (alg)
Microspora is een geslacht van groenwieren uit de familie van de Microsporaceae, die tot de orde Sphaeropleales behoort. De wetenschappelijke naam is voor het eerst geldig gepubliceerd in 1850 door Thuret.